# M1 Abrams
El vehicle blindat M1 Abrams és un tanc produït als Estats Units i el principal mitjà blindat de l'Exèrcit dels Estats Units, dels Marines dels EUA, i dels exèrcits d'Egipte, Kuwait, Aràbia Saudita i Austràlia (2007). El seu nom és un homenatge al general Creighton Abrams, antic Cap de l'Estat Major i comandant del 37è Regiment Blindat de l'exèrcit dels Estats Units.
Va entrar en servei l'any 1980, reemplaçant al M60 Patton i el M48 i convivint durant 10 anys amb el M60A3 millorat, que havia entrat en servei el 1978. Des de llavors se n'han desplegat tres versions principals: M1, M1A1, i M1A2, que han anat incorporant armament, protecció i electrònica millorades. Aquestes millores, junt amb periòdiques modernitzacions dels carros més antics, han permès a aquest veterà vehicle romandre en servei a primera línia.

## Origen del projecte
El primer intent de reemplaçar a la ja venerable sèrie M60 va ser el frustrat MBT-70, desenvolupat conjuntament amb Alemanya Occidental. El M60 era el resultat de l'evolució gradual d'un disseny basat en el tanc de la 2a Guerra Mundial M26 Pershing, amb un perfil molt alt i un blindatge i armament mediocres comparats amb els dissenys soviètics contemporanis. El MBT-70 era molt ambiciós, com molts programes armamentístics americans de la dècada de 1960. Tenia un sistema de míssils llançables des del canó, suspensió d'agenollament (kneeling), conductor allotjat a la torre i altres idees que finalment no van arribar a bon port. La cancel·lació del projecte va obrir el camí del M1 Abrams, que no va incloure la major part de les problemàtiques innovacions experimentades al MBT-70.

## Desenvolupament
El M1 Abrams va ser dissenyat per Chrysler Defense (el 1979, la divisió de Sistemes Terrestres de General Dynamics va comprar la divisió de Defensa de Chrysler) i és produït per l'empresa General Dynamics a Lima, Ohio. Va entrar en servei en l'exèrcit dels Estats Units el 1980. Una versió millorada del M1, el M1A1, va ser presentada el 1985. El M1A1 està dotat amb el canó d'ànima llisa M256 de 120 mm desenvolupat per Rheinmetall AG d'Alemanya per al Leopard 2, blindatge millorat, i un sistema de protecció NBQ (sigles en anglès de Químic, Biològic, Radiològic i Nuclear).
El M1A2 és una versió millorada del M1A1 amb un visor tèrmic independent per al comandant i un sistema d'armes, equip de navegació posicional, bus de dades digital i unitat d'interfície de radi. El M1A2 SEP- (System Enhancement Package) va afegir mapes digitals, capacitat FBCB2- (Force XXI Battlefield Command Brigade and Below) un sistema de refrigeració millorat per mantenir la temperatura del compartiment de la tripulació, més l'addició de múltiples sistemes computeritzats.
Entre les millores posteriors s'inclouen: blindatge d'urani empobrit per a totes les variants, un paquet de millores digitals per al A1 (M1A1D), un programa de concordança per estandarditzar les parts entre l'exèrcit i els marines (M1A1HC), i una millora electrònica per al M1A2 SET.
Durant les operacions Escut del Desert, Tempesta del Desert i per a les missions de manteniment de pau en Bòsnia, alguns M1A1s van ser modificats amb millores al blindatge. El M1 pot ser equipat si és necessari amb diversos sistemes escombramines (rascle o batolles). El xassís del M1 és la base per al vehicle d'enginyers de combat Grizzly i per al llançaponts pesant M104 Wolverine.
La producció de M1 i M1A1 ha superat les 8.800 unitats.

## Característiques

### Blindatge

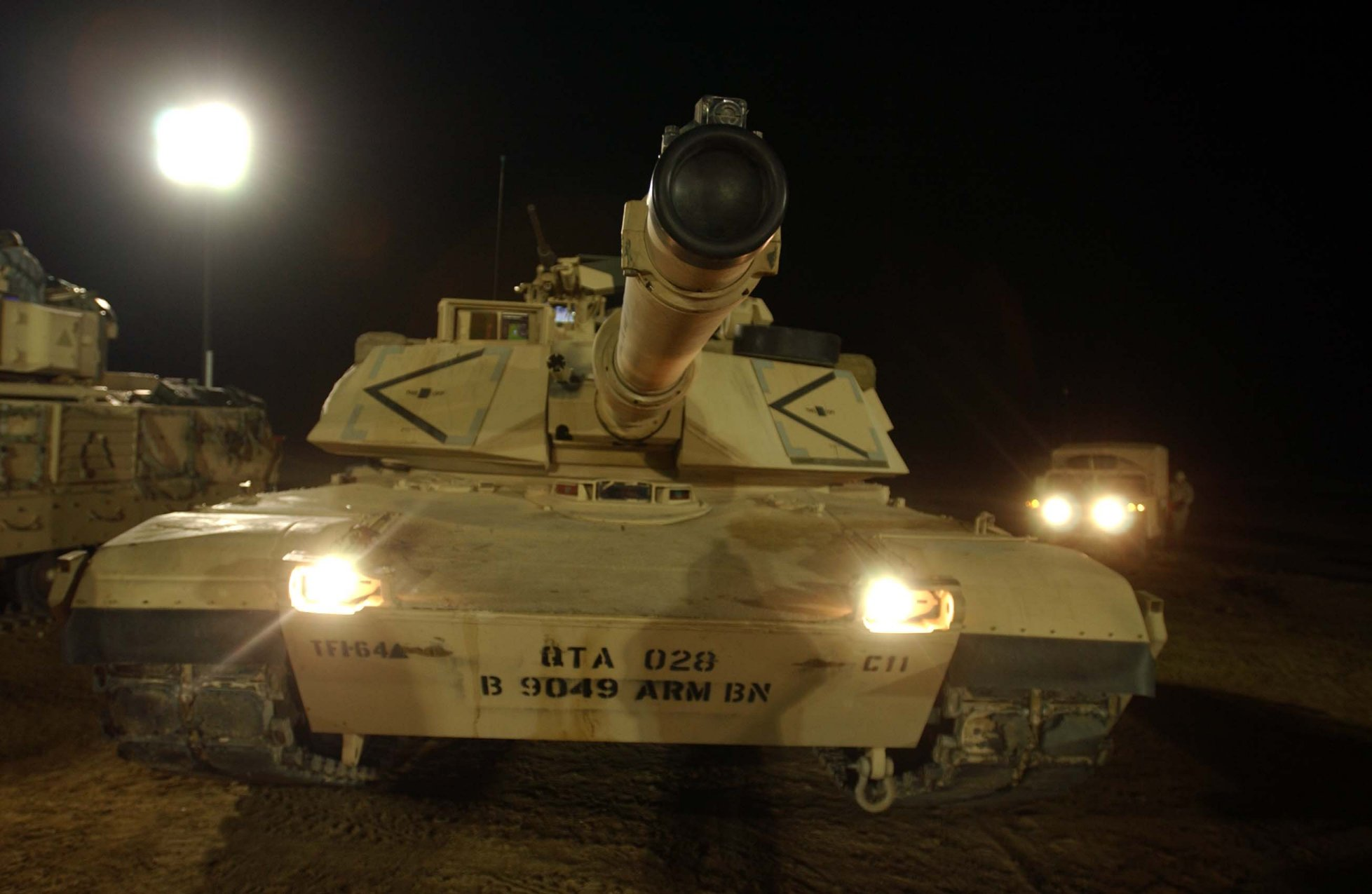
Fotografia d'un M1 Abrams de nit amb els fars encesos.

L'Abrams està protegit per un tipus de blindatge compost d'origen anglès amb nom en clau Chobham format per múltiples capes superposades d'acer, ceràmica, composts plàstics i kevlar, donant-li una protecció equivalent a 1320-1620 mil·límetres contra projectils HEAT i uns 940-960 mm contra projectils d'energia cinètica KE. Pot ser equipat amb blindatge reactiu, amb faldons per a les erugues si és necessari i amb blindatge slat sobre la posterior del tanc i els dipòsits de combustible posterior com a protecció contra míssils antitancs. El combustible i la munició s'emmagatzemen en compartiments blindats amb plafons de mínima resistència (per projectar l'explosió cap a fora del carro en cas d'impacte, protegint la tripulació del risc d'una explosió interna. Un folre de kevlar dona protecció contra metralla. A començaments de 1987 els tancs M1A1 van ser equipats amb equips de blindatge millorat que incorporava urani empobrit al seu blindatge al front de la torre i el casc. El blindatge reforçat d'aquesta forma ofereix una resistència significativament superior contra tot tipus d'armes antitancs, però a compte d'afegir un pes considerable al vehicle.
Els tancs estacionats a Alemanya, la primera línia de defensa contra la Unió Soviètica, van ser els primers a incorporar aquesta millora. Els tancs nord-americans que van participar en l'operació Tempesta del Desert van rebre un programa d'emergència per millorar la seva protecció amb blindatge d'urani empobrit just abans de l'inici de la campanya. La variant que va participar en els combats va ser el M1A1 HA (Heavy Armour, blindatge pesant). Els tancs M1A2 van dotats de blindatge d'urani empobrit de sèrie, i tots els tancs M1A1 en servei actiu han estat reconvertits a aquest estàndard, augmentant el pes de les 63 tones del M1A1 HA a les 69 del M1A2 i M1A2 SET. Se suposa que la protecció oferta pel seu blindatge és similar a la del Leopard 2 o similars.

### Armament

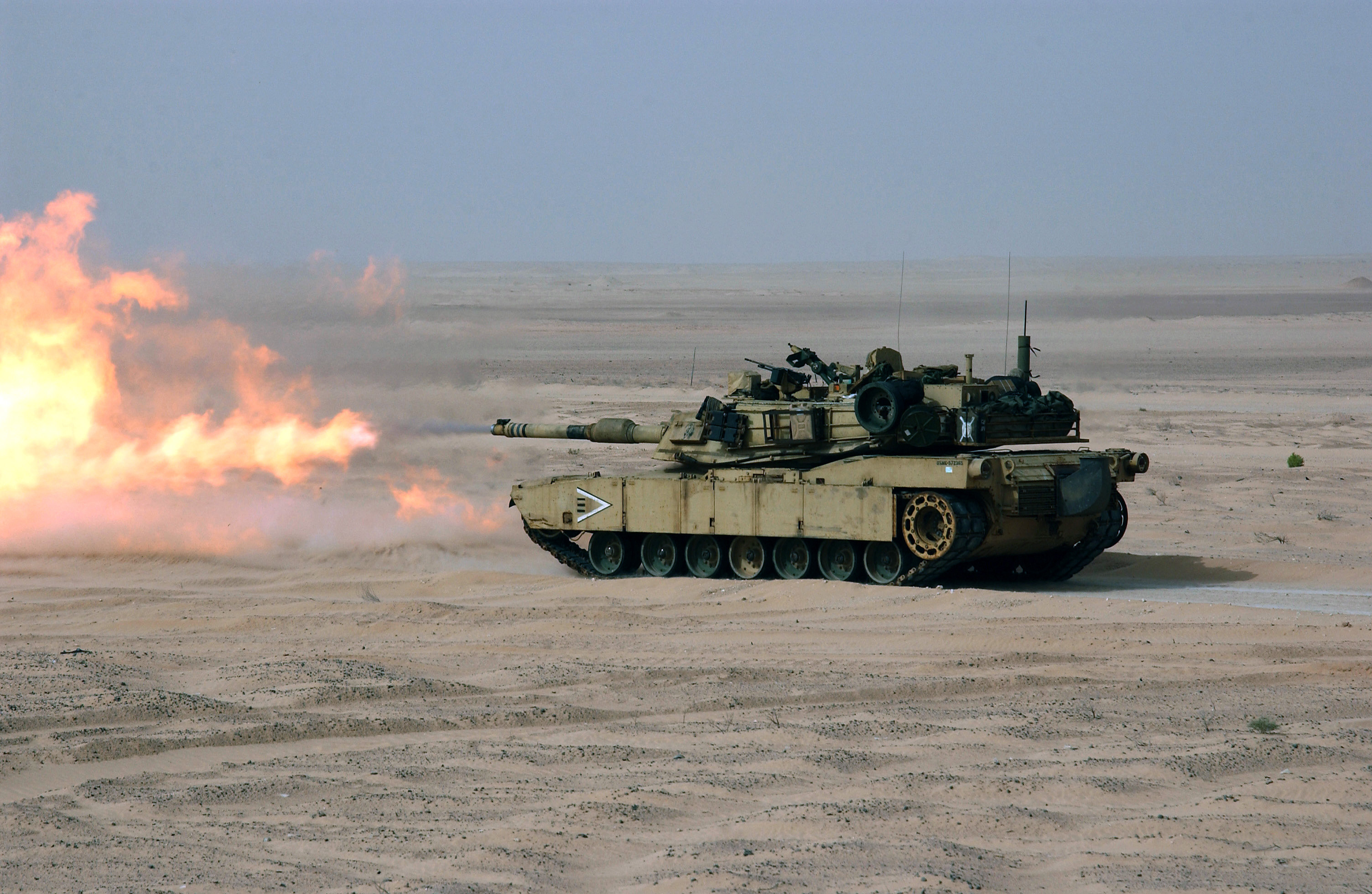
Un M1A1 disparant el canó M256 de 120 mm.

#### Armament Principal
Canó d'ànima ratllada M68A1
L'armament principal del model original del M1 era el M68A1 de 105 mm que disparava una àmplia varietat de municions: perforant, HEAT, fòsfor blanc, i un eficient i letal projectil antipersonal (flechette múltiple). Aquest canó de tanc és una versió construïda sota llicència del britànic, d'ànima ratllada, 'Royal Ordnance L7' '.
Encara que era una arma fiable i àmpliament usada tant per països de l'OTAN com de l'antic Pacte de Varsòvia, es necessitava un canó capaç destruir blancs en una distància superior als 3 km per enfrontar-se a les noves millores tecnològiques aplicades al blindatge. Per aconseguir fer-ho més mortífer es necessitava incrementar el diàmetre del projectil. Quant a precisió i penetració el M68A1 està alhora amb el M256A1 en distàncies de fins a 3 km, però per sobre d'aquesta distància els projectils de 105 mm manquen de l'energia cinètica necessària per superar la protecció oferta pels blindatges moderns.
Canó d'ànima llisa M256

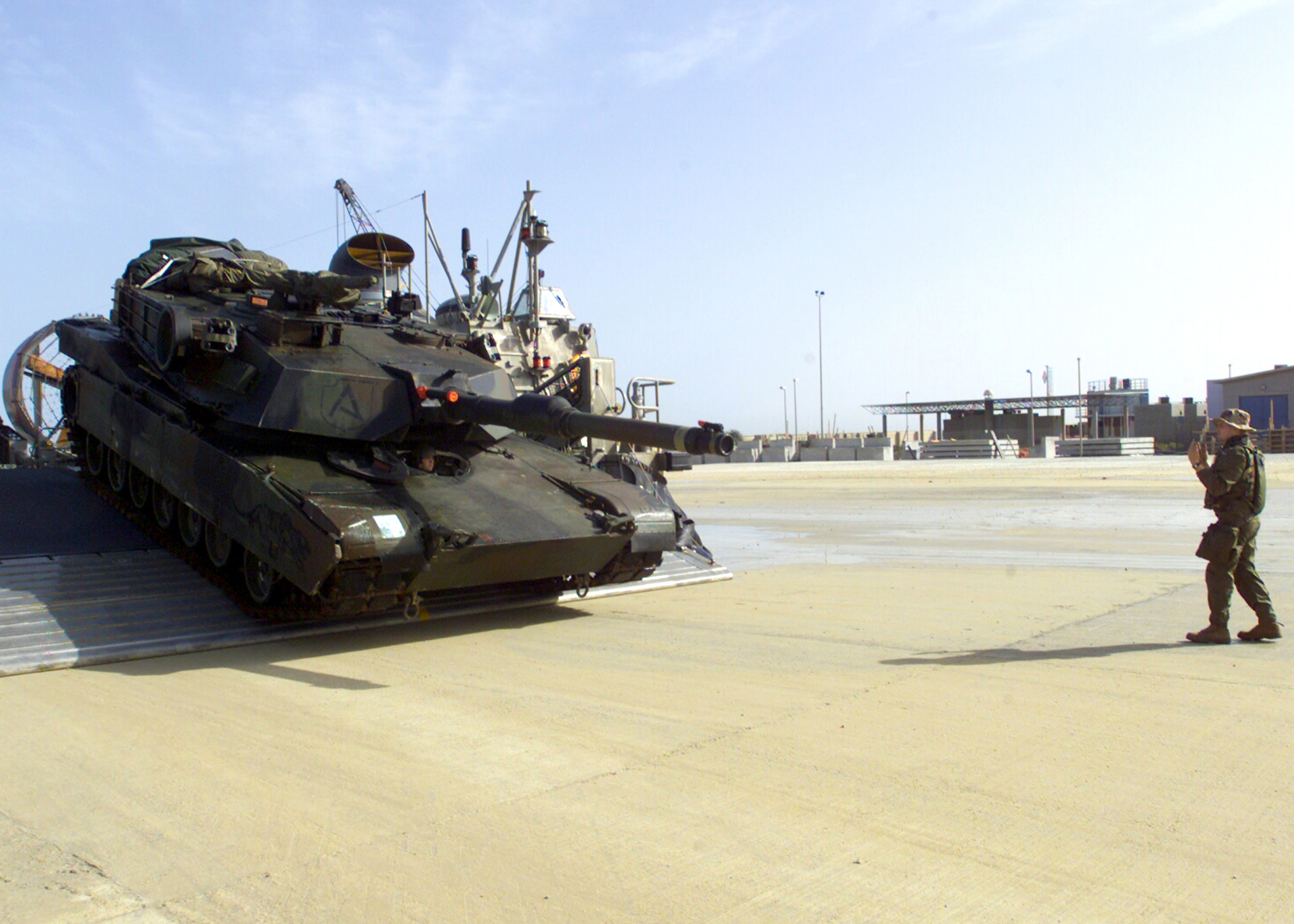
Un M1A1 sent descarregat d'un LCAC

L'armament principal del M1A1 i del M1A2 és el canó M256 de 120 mm i 44 calibres de longitud (44 vegades el seu diàmetre) d'ànima llisa, dissenyat per Rheinmetall AG d'Alemanya i fabricat sota llicència als Estats Units per Watervliet Arsenal, Nova York. És una variant del canó Rheinmetall L/44 de 120 mm que porten els Leopard 2 alemanys en totes les seves versions fins al Leopard 2 A 5. El Leopard 2 A 6 porta un canó|gorja de calibre 55.
Dispara projectils M829A2 APFSDS, que van ser dissenyats específicament per enfrontar-se a l'amenaça dels T-90 o T-80 U, donat l'alt nivell de protecció que als tancs esmentats els proporcionava el blindatge reactiu explosiu kontakt-5. També pot disparar projectils de càrrega HEAT conformada com el M830, l'última de les versions de la qual (M830A1) incorpora una sofisticada espoleta sensora electrònica multimanera, i major capacitat de fragmentació, que pot ser usada amb efectivitat contra vehicles blindats, personal i avions volant a baixa cota. A diferència dels tancs de construcció soviètica contra els quals es va dissenyar, l'Abrams no usa un carregador automàtic, sinó manual, ja que es considera que és més ràpid i fiable.
El nou cartutx antipersonal M1028 de 120 mm canister conté 1.098 boles d'acer de 10 mm que es dispersen des de la boca del canó com si aquest fos una escopeta, amb un abast letal d'uns 600 m. A part de l'evident utilitat en el combat contra infanteria, pot usar-se per fer caure parets i fer forats de la mida d'un home en parets de ciment armat fins i tot a 75 m de distància.

#### Armament Secundari
El tanc Abrams té 3 metralladores:
1. Una metralladora M2HB Calibre.50 (12.7 mm) en una cúpula giratòria independent per al comandant. En els models M1, M1IP i M1A1 HA aquesta arma està disposada en una muntura motoritzada que disposa d'un periscopi de 3 augments, coneguda com a lloc d'armes del cap de carro que pot ser disparada des de dins mentre el vehicle està tancat. En els models M1A2 i M1A2SEP aquesta metralladora està en un muntatge flexible i el cap de carro ha d'exposar-se al foc enemic per disparar l'arma manualment. Amb el futur equip TUSK podrà muntar una metralladora M2 o un llançagranades Mk 19 a la plataforma d'armes remota CROWS (similar al lloc|parada d'armes remot M151 usat en la família de vehicles Stryker).
2. Una metralladora M240 de calibre .30 (7,62 mm) davant l'escotilla del carregador. En la Segona Guerra del Golf alguns d'aquests muntatges han estat equipats amb escuts, així com amb visors nocturns per a enfrontaments en situacions de baixa visibilitat.
3. Una metralladora M240 de calibre .30 (7,62 mm) en una muntura coaxial. Aquesta metralladora es dispara amb el mateix sistema de control de tret computeritzat usat pel canó principal.

La torreta té dos llançadors de granades de fum de sis tubs (el M1A1 dels marinis empra una versió de vuit tubs), que permeten crear una espessa cortina de fum que bloqueja la visió de l'enemic i la imatge termal i que també poden ser carregats amb Chaff (contramesures antiradar). El motor també inclou un generador de fum que pot ser posat en marxa pel conductor a voluntat; funciona injectant combustible al col·lector de fuita, creant una densa cortina de fum blanquinós que impedeix la visió, encara que no obstrueix la visió tèrmica. L'Abrams disposa d'espai a la torre per emmagatzemar un fusell d'assalt M16 o una carrabina M4 en previsió de què la tripulació hagi d'abandonar el tanc en condicions potencialment hostils. La dotació disposa com a arma personal de pistoles Beretta M9.

### Sistemes de punteria
L'Abrams està equipat amb un sistema de control de foc balístic computeritzat que utilitza les dades recollides per diverses fonts, com els visors termals o el visor principal de l'artiller, els processa i mostra un dels tres components de la solució balística: angle, tipus de munició i distància al blanc. Aquests tres components de determinen usant un telèmetre làser, un sensor anemomètric, tipus i temperatura de la munició, dades sobre l'alineació del canó, temperatura atmosfèrica, pressió baromètrica, sensor de boca de foc i velocitat del blanc. El sistema de control de foc usa aquesta informació per proporcionar solució de foc per a l'artiller. La solució balística generada assegura unes probabilitats d'impacte superiors al 95% en distàncies normals de combat.
Tant el comandant com l'artiller estan capacitats per disparar el canó. El cap de carro disposa de controls que li donen prioritat sobre els de l'artiller (funció override o presa de control). A més, el visor tèrmic independent per al cap de carro (CITV en anglès) del M1A2 pot ser usat per localitzar blancs i delegar-los en l'artiller mentre el comandant busca nous objectius.
En cas d'avaria o inutilització del sistema d'observació principal les armes principal i coaxial poden ser apuntades manualment usant una mira telescòpica preapuntada amb el canó principal coneguda com a visor auxiliar de l'artiller (Gunner's Auxiliary Sight en anglès). L'esmentat visor té dues retícules intercanviables: una per a projectils HEAT (alt explosiu antitancs) i MPAT (versàtil antitancs) i una altra per a projectils APFSDS (munició perforant subcalibrada estabilitzada per aletes) i STAFF (munició autoguiada d'activació intel·ligent). En cas d'error del sistema hidràulic o del sistema de control de foc el gir de la torre i l'elevació del canó poden ser realitzats manualment mitjançant manovelles.
La metralladora M2 del comandant s'apunta mitjançant un periscopi de tres augments incorporat al sistema d'armes del cap de carro, mentre que en el M1A2 s'usa la mateixa mira d'acer de la metralladora o un sistema de punteria remot com el CROWS, quan s'usa com a part de l'equip TUSK. La metralladora M240 del carregador s'apunta mitjançant les mires de la mateixa o amb una mira termal muntada sobre la metralladora.

### Planta motriu
Els M1 estan equipats amb una turbina de gas Honeywell AGT1500 de 1.500 cavalls (1.119 kW) fabricada originalment per AVCO Lycoming i transmissió hidrocinètica automàtica de sis velocitats (quatre cap endavant i dos cap enrere) Allison X-1100-3B, que li proporciona una velocitat màxima de 72 km/h en carretera i 48 km/h camp a través. Si se li treu el regulador al motor es poden assolir fins i tot els 100 km/h en carreteres bones, tanmateix a velocitats superiors als 72 km/h es poden produir danys al tren de rodatge (especialment a les cadenes) i la dotació pot resultar ferida.
El dipòsit de pot omplir amb gasoil, querosè, gasolina de qualsevol octanatge, combustible d'aviació JP-4 o JP-8. L'exèrcit dels EUA usa combustible d'aviació JP-8 per simplificar la logística. El Cos Blindat Real australià usa dièsel pel mateix motiu i perquè resulta més barat.
El sistema de propulsió de turbina de gas ha resultat ser molt fiable en les maniobres i en el combat, però el seu gran consum suposa un seriós problema logístic. El raig d'aire calent a alta velocitat i temperatura projectat des de la part posterior de l'Abrams fa difícil la infanteria utilitzar-lo per avançar cobrint-se amb ell en combat urbà.
Comparada amb els motors dièsel per a tanc d'idèntica potència la turbina és molt silenciosa i produeix un so distintiu, el que li va proporcionar l'àlies de "mort xiuxiuejant" durant el primer exercici REFORGER a Alemanya. Degut al bon rendiment demostrat en altres tancs pesants (per exemple el Leopard 2, el Challenger 2 i el Merkava) s'està considerant tornar a equipar als futurs tancs estatunidencs amb motors dièsel, encara que s'haurà de tenir en compte per altra part que la petit mida, la senzillesa, la relació pes/potència i la facilitat d'extracció i reposició del motor de turbina suposen notables avantatges sobre aquests.
L'Abrams pot ser aerotransportat. Un C-5 Galaxy és capaç de transportar dues unitats llestes per al combat, i el C-17 Globemaster III una. Aquesta enorme limitació va causar va causar seriosos problemes logístics per al seu desplegament durant la Guerra del Golf, i la major part dels 1.848 tancs que allà van combatre van arribar amb vaixell.

## Variants i modernitzacions

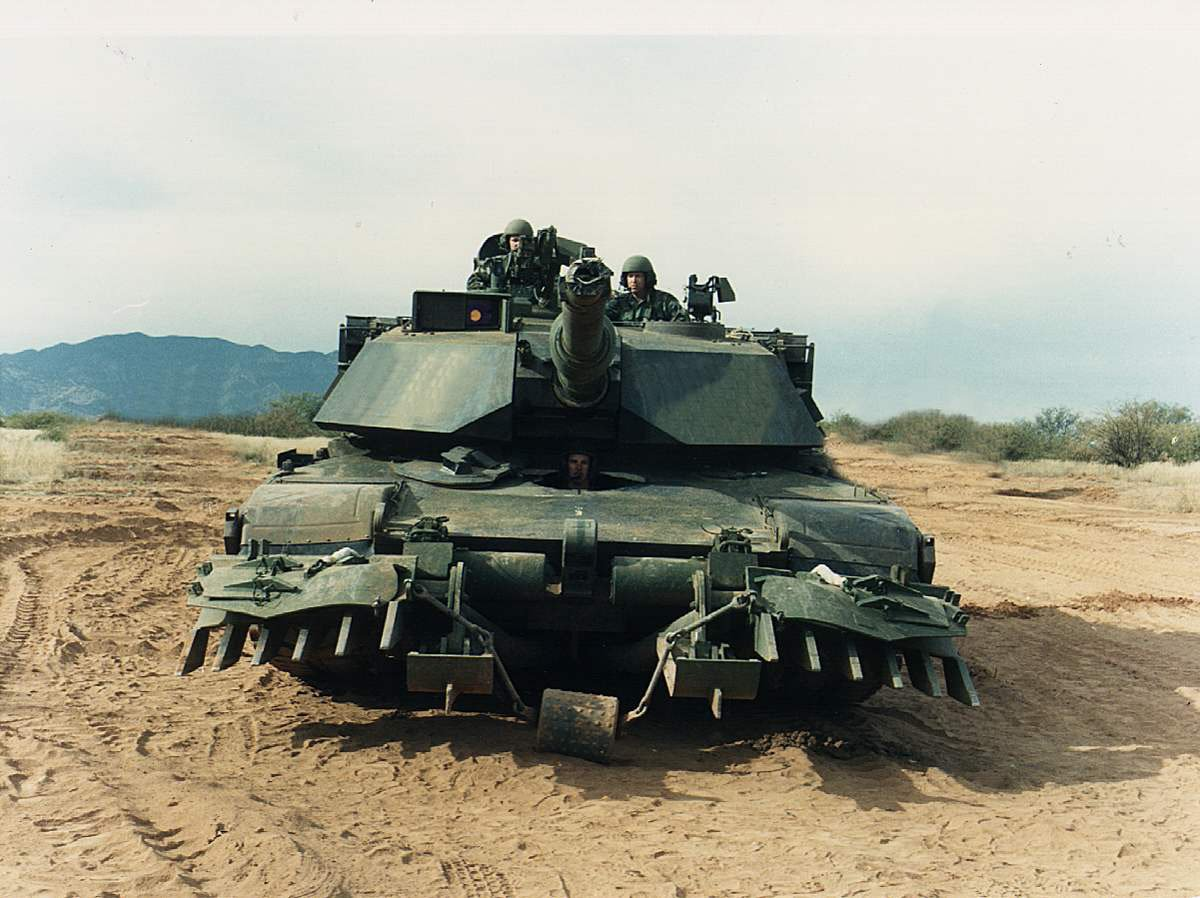
Un M1A1 equipat amb un dispositiu antimines el 19 de desembre de 1995.

- XM1 Model experimental; nou van ser produïts el 1978
- M1 Primera variant de producció. La seva fabricació va començar el 1979 i va continuar fins a 1985 (van ser construïdes 3.273 unitats)
  - M1IP (Improvement Production) Producit el 1984, se li van aplicar millores i reconfiguracions
- M1A1 La seva producció va començar el 1986 i es va prolongar fins a 1992. M1A1 (se'n van construir 4.976 per a l'exèrcit dels EUA, 221 per als marines, 755 per a Egipte i 59 M1A1 AIM SA van ser venuts a Austràlia)
  - M1A1HC (Heavy Common) se li va afegir blindatge d'urani empobrit, sistema pressuritzat NBQ, caixa|calaix de respectes posterior per a un millor emmagatzemament de les provisions i les pertinences de la dotació, i un canó|gorja de ánima llisa M256 de 120 mm
  - M1A1-D (Digital) Una millora del sistema digital del M1A1HC per equiparar-lo amb el M1A2 SEP
  - M1A1-AIM (Abrams Integrated Management) Un programa de reacondicionament de velles unitats. 59 M1A1 AIM SA van ser venuts a Austràlia
  - M1A1 KVT (Krasnovian Variant Tank) M1A1 modificats per assemblar-se a tancs de fabricació soviètica per ser usats en el Centre Nacional d'Instrucció. Estan equipats amb MILERS (Multiple Integrated Laser Engagement System) i un dispositiu Hoffman (simulador de tret de tanc)
- M1A2 (Baseline) Su producció va començar el 1992. (se'n van construir 77 per als EUA, 315 es van vendre a Saudi Arabia, i 218 a Kuwait; més de 600 M1 van ser actualitzats a l'estàndard M1A2
- M1A2 SEP (System Enhancement Package). Modernitzat amb blindatge afegit d'urani empobrit de 3a generació amb coberta de grafit. Es van construir 240 nous, i 300 M1A2 nord-americans, així com 250 egipcis (a dos lots de 125) van ser modernitzats a M1A2SEP
- M1 Grizzly. Vehicle d'enginyers.[2]
- M1 Panther II. Vehicle de desactivació de mines per control remot.[3]
- M104 Wolverine. Vehicle posaponts pesant[4]
- M1 Mini Clearing Blade System. Vehicle de neteja de mines per arada o rodet M1
- M1 Assault Breacher Vehicle
- Vehicle de recuperació blindat M1. Només es va construir un prototip.

### Especificacions de les variants
| Model       | M1          | IPM1       | M1A1    | M1A2    | M1A2 SEP |
| ----------- | ----------- | ---------- | ------- | ------- | -------- |
| Longitud    | 9,77 m      | 9,77 m     | 9,77 m  | 9,77 m  | 9,77 m   |
| Amplada     | 3,66 m      | 3,66 m     | 3,66 m  | 3,66 m  | 3,66 m   |
| Altura      | 2,37 m      | 2,37 m     | 2,44 m  | 2,44 m  | 2,44 m   |
| Vel. màxima | 72 km/h     | 72 km/h    | 67 km/h | 67 km/h | 68 km/h  |
| Autonomia   | 498 km      |            | 465 km  | 391 km  |          |
| Pes         | 55,7 t/61,4 | 57 t /62,8 | 61,3 t  | 62,1 t  | 63 t     |
| Armament    | 105 mm      | 105 mm     | 120 mm  | 120 mm  | 120 mm   |
| Tripulació  | 4           | 4          | 4       | 4       | 4        |

### Equip de supervivència urbana per a M1A2

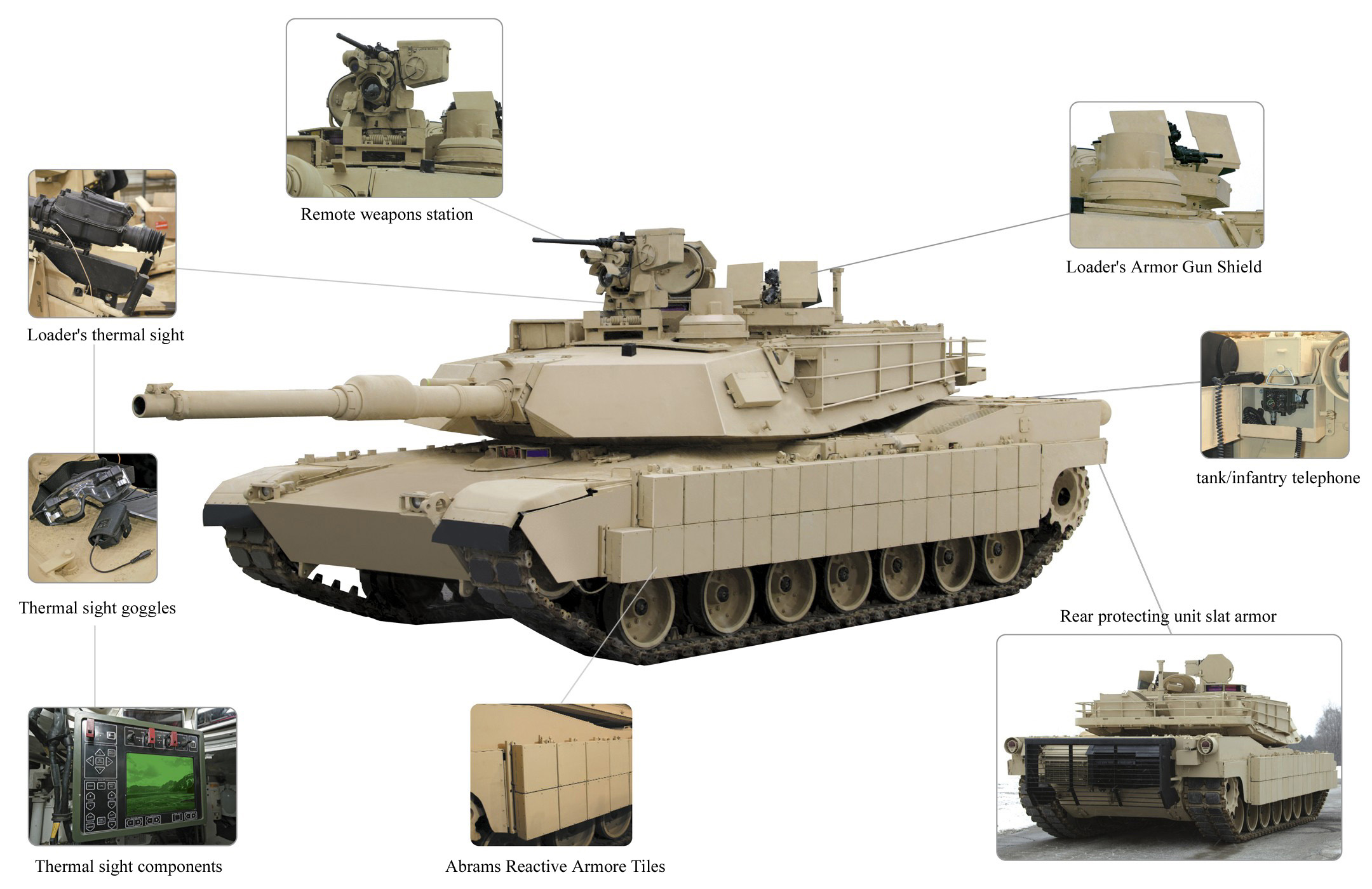
M1A2 amb TUSK

L'Equip de supervivència urbana o -en anglès- Tank Urban Survival Kit (TUSK), inclou una sèrie de millores del M1 Abrams per millorar la seva capacitat de combatre en entorns urbans.
Històricament els combats urbans i en entorns tancats han constituït el pitjor lloc per als tancs a causa que el blindatge de la part frontal del tanc és molt més gruixut que el dels seus costats, o de la part superior o posterior. En entorns urbans un tanc pot ser atacat des de qualsevol direcció, i els atacants poden apropar-se prou com per aconseguir garanties d'impacte en els punts febles del blindatge del tanc, o situar-se prou alts com per impactar a la part superior del vehicle.
Les millores al blindatge inclouen blindatge reactiu en els laterals del tanc i blindatge de gàbia en la part posterior a fi de protegir-se contra coets i altres tipus de projectils de càrrega conformada.
A la metralladora M240B de 7,62 mm del carregador situada en la part superior se li va afegir un escut, un visor tèrmic i una estació d'armes remota Kongsberg Gruppen equipada amb una metralladora de calibre .50 que substitueix en la qual portava originalment el comandant del tanc. La infanteria de suport pot comunicar-se amb el comandant del tanc mitjançant un telèfon situat en exteriorment.
El sistema TUSK pot ser instal·lat in situ sense necessitat de traslladar el carro a un centre de manteniment.
Encara que el blindatge reactiu pot ser superflu per a la major part de les situacions d'una guerra de maniobres, l'armadura del gàbia l'escut del carregador, el telèfon d'infanteria i l'estació d'armes remota Kongsberg Remote per a la metralladora de calibre .50 s'afegiran amb el temps a tots els M1A2.
A més a més, com a part d'aquest equip es pot instal·lar un escut transparent, com s'ha vist aplicat a alguns Abrams en servei a l'Iraq.
El 29 d'agost de 2006 General Dynamics Land Systems va rebre una comanda de l'exèrcit dels EUA per valor de 45 milions de dòlars per adquirir 505 equips TUSK per als Abrams desplegats a l'Iraq.

## Usuaris

Països on tenen en servei el M1 Abrams

Les variants d'exportació, amb el paquet de blindatge d'exportació i diferents opcions (com els motors dièsel multicombustible) del M1 Abrams són emprades per les forces armades de:
- Austràlia: 59 M1A1 AIM El 2006 va substituir el Leopard AS1 el 2007.[5] A partir de 2017, el govern australià estava considerant ampliar la flota d'Abrams de l'Exèrcit a 90 tancs.[6] A l'abril de 2021, els Estats Units van concedir un FMS per a 160 cascs de tancs M1A1 per produir 75 tancs SEPv3, 29 M1150 Assault Breacher Vehicles i 18 M1074 oint Assault Bridges, incloent el desenvolupament d'un únic paquet de blindatge per a l'exèrcit australià.[7] El gener de 2022, Austràlia es va comprometre a comprar 120 tancs i vehicles blindats, incloent 75 M1A2, amb un cost total de 3.500 milions de dòlars i ser lliurats el 2024; els M1A2 substituiran els seus 59 M1A1.[8]
- Marroc: 222 tancs M1A1 SA van ser ordenats el 2015.[9] Els lliuraments en virtut del contracte van començar el juliol de 2016[10] amb una data de finalització estimada de febrer de 2018. El contracte inclou 150 tancs reformats i actualitzats a la configuració especial de blindatge.[11] Marroc va rebre el lliurament del primer lot de M1A1SAs el 28 de juliol de 2016. Una venda militar estrangera per 162 M1A2Ms va ser aprovada pel Departament d'Estat dels Estats Units al novembre de 2018 i enviada al Congrés per a la seva aprovació final.[12]
- Egipte: 360 tancs M1A1 es van reunir a Egipte per a l'Exèrcit egipci en cooperació amb els Estats Units.[13]
- Aràbia Saudita: 373 tancs Abrams,[14] per ser actualitzats a la configuració M1A2S a l'Aràbia Saudita. 69 tancs M1A2S més van ser ordenats el 8 de gener de 2013, per ser lliurats el 31 de juliol de 2014.
- Kuwait: 218 M1A2s[15]
- Polònia Polònia ha comprat 250 tancs M1A2 SEP v3. La producció està prevista per acabar el 2024, i el lliurament a principis de 2025. Després de la donació de més de 200 tancs polonesos T-72 a Ucraïna, es va signar un acord entre els governs polonès i americà per comprar 116 ex-M1A1 dels Estats Units.[16] S'espera que el lliurament comenci el 2022. 7 tancs d'entrenament prestats ja s'han lliurat a Polònia a partir de juliol de 2022. El cost total de compra amb vehicles de suport, formació de la tripulació, i gran subministrament de munició costarà 23.300 milions de zlotys (aproximadament 6.000 milions de dòlars). Suplementen 247 tancs Leopard2PL, així com tancs T-72 i PT-91 més vells.[17][18] 28 tancs M1A2 SEPv2 van ser arrendats el juliol de 2022 per entrenar les tripulacions fins que es van iniciar els lliuraments.[19] Els primers 14 dels 116 M1A1 ordenats van arribar el 28 de juny de 2023.[20]
- Iraq: 321 M1A1M[21] va arrendar 22 M1A1 de l'Exèrcit dels Estats Units per a l'entrenament el 2008.[22] Els primers 11 tancs van ser lliurats a l'exèrcit iraquià l'agost de 2010[23] amb tots els lliuraments completats l'agost de 2011.[24] L'octubre de 2012, es va informar que s'estaven lliurant sis tancs més.[22] Zaloga va escriure que quatre batallons de la 9a Divisió Cuirassada estaven equipats amb M1s el 2014: 1a i 2a de la 34a Brigada, i 4a i 5a Brigada.[25]
- República de la Xina: Es va considerar la compra de més de 200 M1, que més tard es va reduir amb la intenció d'adquirir 120 tancs M1A1.[26] El Ministeri de Defensa Nacional va declarar el 2016 que estava discutint les vendes de M1A1 amb els EUA.[27] Aquest pla va ser aparentment cancel·lat l'octubre de 2017; en canvi, el govern taiwanès va tractar d'actualitzar els seus M60A3 existents amb un canó principal de 120 mm i un nou ordinador de balística.[28] El juliol de 2018, el Ministeri de Defensa Nacional de Taiwan va pressupostar diners per comprar 108 M1A2s als EUA per reemplaçar els seus vells tancs CM-11 Brave Tiger i M60A3 TTS.[29] El Departament d'Estat dels Estats Units va aprovar la venda de 2.200 milions de dòlars el juliol de 2019.[30] Una venda de 108 M1A2T va ser finalitzada més tard. Els dos primers van ser lliurats a Taiwan el juny de 2022.[31]
- Estats Units d'Amèrica: L'Exèrcit dels Estats Units i el Cos de Marines dels Estats Units van rebre més de 8.100 tancs M1, M1A1 i M1A2 combinats.[32] Exèrcit dels Estats Units – 2509 total, 750 M1A1SA, 1.605 M1A2 SEPv2, 154 M1A2 SEPv3 (uns 3.700 M1A1 i M1A2 més emmagatzemats).[33]

- Ucraïna: 31 M1 Abrams per ser lliurats en una data desconeguda, com a part del suport dels Estats Units a Ucraïna. A partir del 21 de març de 2023, el govern dels Estats Units està oferint subministraments a Ucraïna amb tancs M1A1 Abrams més antics, "que han estat actualitzats amb una capacitat molt similar a la M1A2", en oposició als tancs M1A2 més nous en un esforç per accelerar el lliurament. Segons el secretari de premsa del Pentàgon, general de brigada de la Força Aèria dels Estats Units, Pat Ryder, aquests tancs s'han de lliurar "per tardor" 2023 en lloc del temps de lliurament original de mitjan 2024. Aquests tancs s'han de prendre de les existències M1A1 "hulls excessius" de les existències dels Estats Units i modernitzar-los a la norma requerida. Els Estats Units no enviaran munició d'urani empobrit, alguna cosa que el Regne Unit està enviant.[34][35] Els Estats Units van anunciar que els tancs Abrams aviat serien enviats a Alemanya perquè els soldats ucraïnesos poguessin començar a entrenar-se.[36] El 25 de setembre, es va informar que Ucraïna va rebre el seu primer enviament de tancs M1 Abrams.[37]

### Futurs operadors
- Romania: El 7 de març de 2023, un alt funcionari de defensa va anunciar que les Forces Terrestres Romaneses estaven en procés d'avançar una proposta per a la compra d'un batalló de tancs Abrams. El maig de 2023, la decisió de comprar 54 M1A2 Abrams de les existències de l'Exèrcit dels Estats Units va ser aprovada pel Parlament de Romania.[38] La variant M1A2 romanesa es designa M1A2R.[39]

## Història operativa

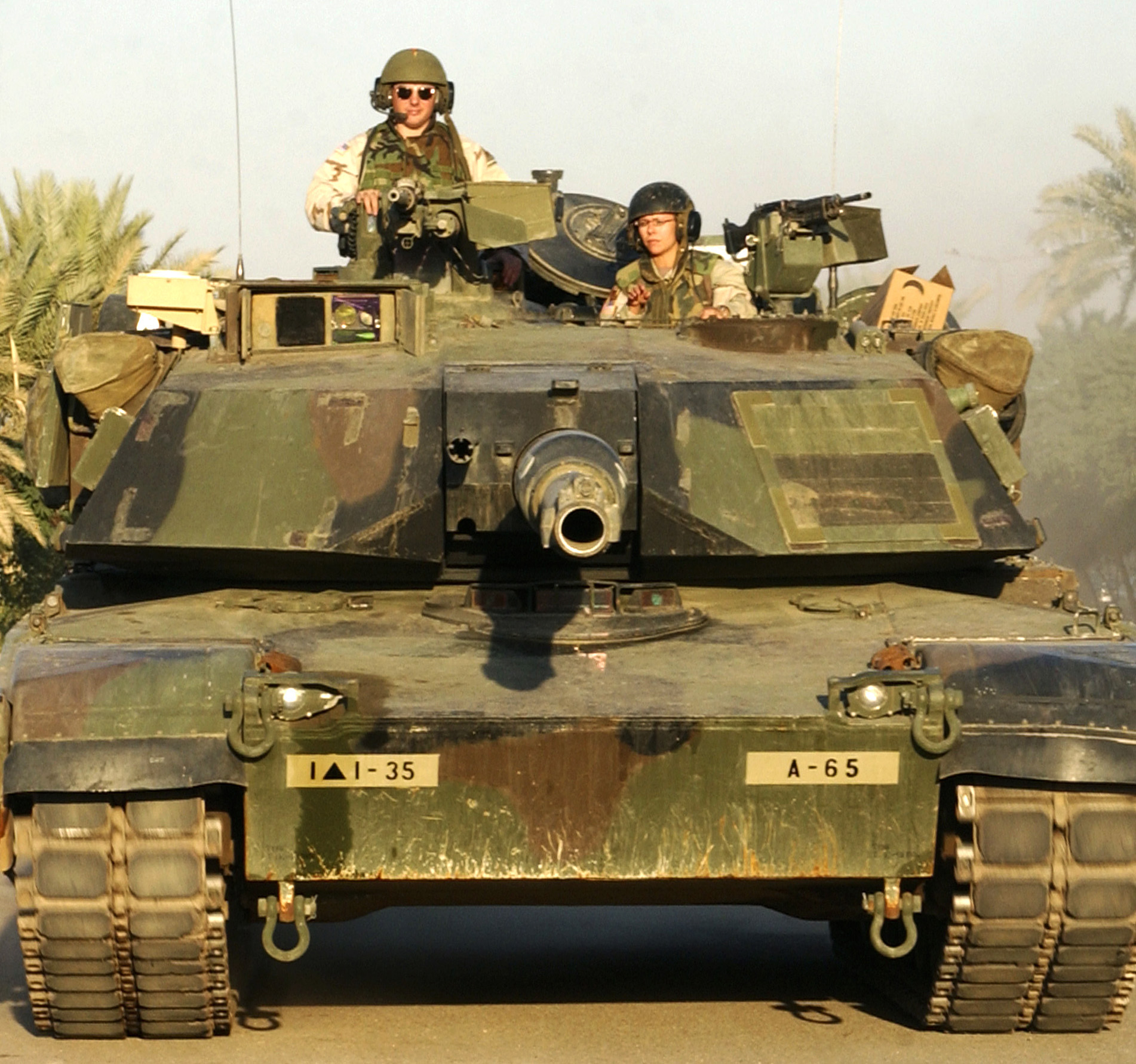
Un M1A1 Abrams

### Guerra del Golf
L'Abrams va ser provat en combat per primera vegada en la Guerra del Golf en 1991. Es van enviar un total de 1.848 M1A1 HA (Heavy Armour) a Aràbia Saudita. El M1A1 HA va demostrar ser superior als antiquats tancs iraquians T-55 i T-62 , així com als T-72 importades de la Unió Soviètica i Polònia i les seves versions locals (el tanc Asad Babil). Els T-72 d'exportació mancaven d'equips de visió nocturna i sistemes de tir moderns tot i que tenien alguns tancs de lluita nocturna amb sistemes d'infrarojos actius més antics o llums d'inundació. Molt pocs tancs M1 van ser colpejats pel foc enemic i cap va ser destruït com a resultat directe del foc enemic, cap dels quals va causar víctimes mortals.
El M1A1 era capaç d'aconseguir impactes en distàncies superiors a 2,5 km. Aquest avantatge va ser crucial en la lluita contra tancs de disseny soviètic durant l'operació Tempesta del Desert, ja que l'abast efectiu del canó|gorja principal dels tancs iraquians era inferior a 2 km i, a diferència dels models en servei en l'exèrcit soviètic, els tancs iraquians no podien disparar míssils antitancs. En conseqüència els Abrams podien encertar els tancs iraquians abans que l'enemic pogués replicar, un avantatge decisiu en aquest tipus de combat. En els incidents amb foc amic el blindatge frontal de la barcassa i el front-lateral de la torre va suportar impactes directes de projectils APFSDS d'altres Abrams. No es pot dir el mateix del blindatge lateral de la barcassa o del darrere de la torre, ja que durant la Batalla de Norfolk ambdues àrees van ser penetrades per munició d'urani empobrit almenys en dues ocasions.
Només 23 M1A1 HA van ser llocs fora de combat, la immensa majoria d'ells per incidents de foc amic, i d'ells només 9 van quedar permanentment fora de servei. Només un tripulant va perdre la vida (a causa d'un impacte lateral amb munició d'urani empobrit) i el nombre de baixes per foc hostil va ser de tres. Les unitats M1A1 que van rebre foc amic amb projectils d'urani empobrit (sobrenomenats la bala de plata) van quedar fora de servei amb danys no reparables a causa del grau de contaminació radioactiva.
Gairebé totes les fonts estan d'acord que cap Abrams no ha estat mai destruït pel foc d'un tanc enemic, però també es reconeix que alguns que han rebut danys han requerit notables reparacions. Existeix almenys un relat que apareix en l'Avaluació Oficial dels EUA de la Guerra del Golf sobre un tanc Abrams que va rebre tres impactes perforants d'energia cinètica d'un tanc T-72 Asad Babil. Els projectils no van aconseguir penetrar el blindatge, però a causa del dany extern sofert el tanc va haver de ser enviat a una àrea de manteniment. Aquest és l'únic cas verificat d'un M1A1 posat fora de combat per un tanc iraquià.
(Veure informe original en anglès).
Possiblement els impactes van incendiar les caixes d'emmagatzemaments. Les avaluacions en el punt de l'impacte indiquen que els projectils eren convencionals, ja que no es va trobar cap signe de radiació.
L'informe oficial indica que uns altres sis Abrams van ser assolits per impactes de 125 mm disparats per tancs T-72, que només van provocar danys menors.
En la nit del 26 de febrer de 1991, quatre Abrams van ser posats fora de combat per la qual cosa aparentment van ser míssils AGM-114 Hellfire disparats per helicòpters d'atac AH-64 Apache en un incident amb foc amic, resultant ferits diversos tripulants. Se sospita que els danys van poder també ser el resultat d'una emboscada per part d'iraquians blindats. Els tancs formaven part de la força d'operacions 1-37, que era atacant a la divisió Tawalkana' de la Guàrdia Republicana. Els vehicles implicats van ser els números|nombres B-23, C-12, D-24 i C-66. Tanmateix el C-12 va anar impactat i penetrat per un projectil d'urani empobrit i existeixen evidències que un altre T-72 potser va aconseguir impactar en el B-23. Els tancs D-24 i C-66 van sofrir també algunes baixes. Sol el B-23 va ser una pèrdua definitiva.
Uns altres tres Abrams de la 24a Divisió d'Infanteria van ser abandonats després de les línies enemigues el 27 de febrer després d'un ràpid atac a l'aeroport de Talil, al sud de Nasiriyah. Un d'ells va ser assolit per foc enemic i els altres dos es van quedar embussats en el fang. Els tancs van ser destruïts pels nord-americans per evitar que l'exèrcit iraquià els reclamés com a trofeus propis.

### Guerra de l'Iraq
El M1 va ser emprat en combat quan les forces aliades van envair l'Iraq i van deposar Saddam Hussein. En aquesta campanya el tanc va tenir una actuació similar, sense morts de tripulació dels Abrams degudes a foc hostil. Tanmateix, el 29 d'octubre de 2003, dos soldats van perdre la vida i un va resultar ferit quan una mina antitancs improvisada, construïda a partir de 3 projectils d'artilleria de 155 mm va posar fora de combat un Abrams. Aquestes van ser les primeres morts produïdes per foc enemic a la tripulació d'un Abrams. Segons es dedueix de les fotografies que circulen en Internet sobre aquest tanc en particular, el dany va ser devastador, al punt que la torreta va ser llançada a diversos metres del casc del M1 per la intensitat de l'explosió. També es van produir diverses morts en accidents durant les majors operacions de combat a l'Iraq, quan la tripulació d'un Abrams pertanyent a la Infanteria de Marina va morir en caure amb el seu M1 al curs del riu Eufrates quan el pes del blindat va col·lapsar l'estructura del pont.
El 27 de novembre de 2004 un tanc M1A2 Abrams va ser greument danyat per un IED (sigla en anglès per dispositiu explosiu improvisat) també compost de diversos projectils d'artilleria de 155 mil·límetres enterrat a la carretera causant la mort del seu conductor per ferides de metralla quan l'explosió va detonar sota del tanc. La part inferior, igual com el sostre i la posterior, són les parts més vulnerables dels carros de combat. Els altres tres membres de la tripulació van poder salvar la vida il·lesos. El blindat va ser retirat del servei per a la seva eventual reparació.
El 25 de desembre de 2005 un altre M1A2 es va veure afectat per un incident idèntic a l'anterior: una bomba improvisada va esclatar en una avinguda de Bagdad deixant-lo fora de servei i causant la mort al seu conductor. El blindat va cremar durant diverses hores.
El 4 de juny de 2006 dos soldats van morir a Bagdad quan un altre dispositiu improvisat va ser fet detonar a prop del seu tanc M1A2 mentre eren a les seves escotilles d'observació.
Cap tanc Abrams no ha estat totalment destruït com a resultat de foc d'un tanc o vehicle enemic, encara que s'han perdut diverses unitats en emboscades emprant coets antitancs de curt abast RPG-7. També, durant l'operació Tempesta del Desert quatre Abrams de la 1a Divisió Cuirassada van ser greument danyats en el que es creï va ser un atac per error amb míssils Hellfire per part d'helicòpters Apache, encara que tampoc no es descarta una emboscada d'enemics blindats pertanyents a la divisió Tawakalna, de la Guàrdia Republicana Iraquiana.

### Invasió russa d'Ucraïna
El gener de 2023, el president dels Estats Units, Joe Biden, va dir que els Estats Units enviarien 31 M1 de tancs Abrams a Ucraïna. El pla per transferir els tancs a Ucraïna es va aprovar com a part d'un paquet d'ajuda més gran. La portaveu del Pentàgon, Sabrina Singh, va especificar que els tancs serien la variant M1A2; no obstant això, com que no estaven disponibles en excés en les existències dels Estats Units, serien comprats a través d'Ucraïna Security Assistance Initiative (USAI) i podrien trigar fins a dos anys a fabricar-se i lliurar-se. El març de 2023 el Pentàgon va anunciar que, per tal d'accelerar el lliurament, les variants modernitzades de M1A1SA serien retirades de les existències de l'Exèrcit i reformades per al lliurament a la tardor. Aquest canvi també garantiria que els lliuraments als aliats nord-americans dels nous M1A2 no es veurien alterats.
El setembre de 2023, Ucraïna va començar a rebre aquests tancs, que eren antics tancs del Cos de Marines dels Estats Units. Els tancs subministrats també eren més antics (després d'haver entrat en servei el 1986) però modernitzats a M1A1SA.
Al febrer de 2024, es va informar que un M1A1 estava perdut a Ucraïna. S'havien activat els panells de bufat a les papereres de munició, indicant que la munició s'havia detonat. Aquest M1A1 va ser destruït per un dron FPV quadcopi Piranha 10.

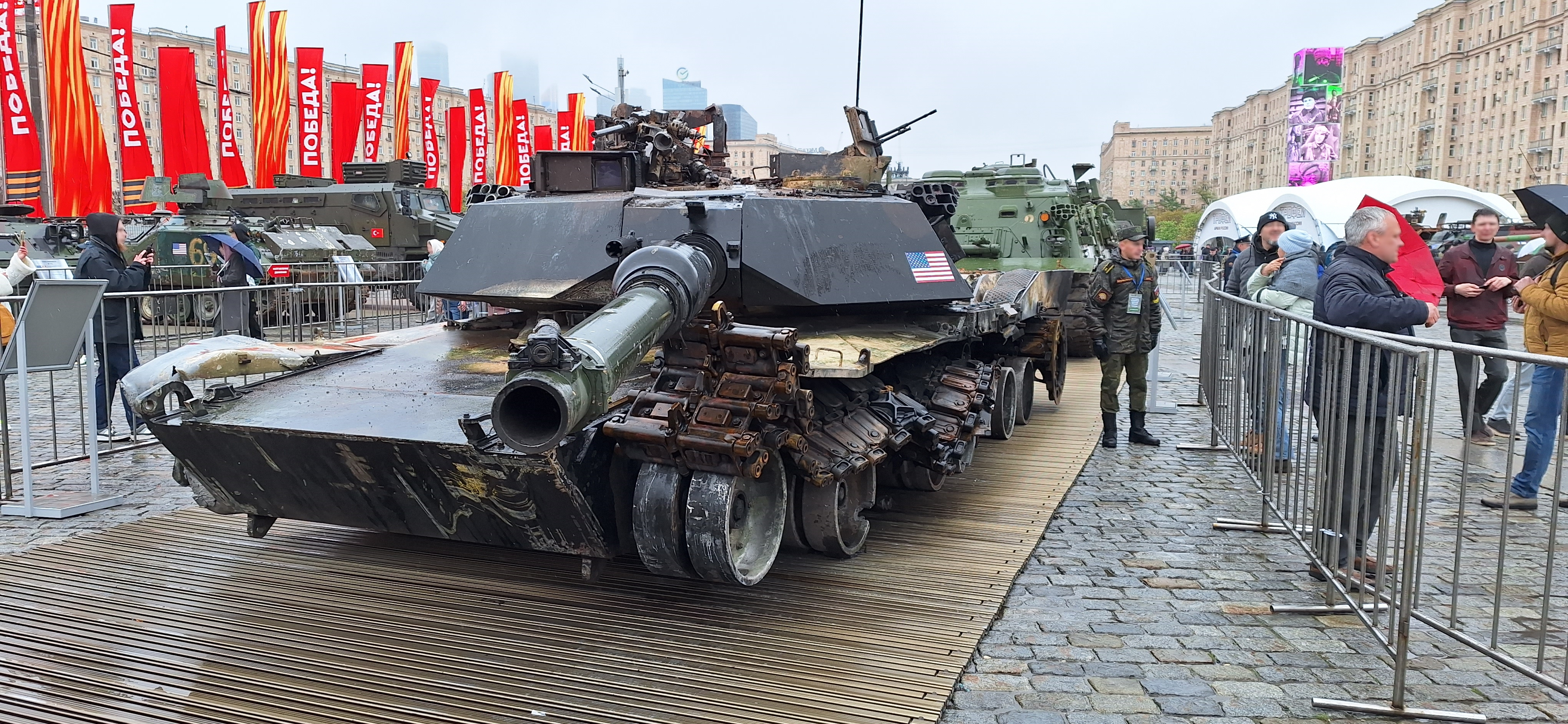
M1A1SA Abrams sobre l'exposició d'equips capturats a Moscou.

El març de 2024, un M1A1 va ser destruït per un T-72B3 suposadament amb un míssil guiat per Refleks-M1.
L'abril de 2024, funcionaris del Pentàgon van informar que els Abrams d'Ucraïna havien estat retirats del servei en primera línia. L'ús rus de drons caçadors i assassins ha fet que sigui "massa difícil" operar els tancs en el camp de batalla actual amb "terreny fangós que dificulta la maniobrabilitat". Una empresa ucraïnesa ha presentat un nou conjunt de "pantalles d'acer antidrons", que pesen "430 kg. Dissenyades per protegir el tanc, sense dificultar la seva funció, les pantalles també utilitzen blindatge reactiu explosiu Kontakt-1 de l'era soviètica. Les pantalles protegeixen la part superior, posterior, els costats i altres seccions vulnerables de les torretes. Deixa una obertura per a llançagranades de fum, l'escotilla del comandant i altres parts del tanc. Segons l'empresa, s'han produït uns 7 conjunts de blindatge per a l'Abrams ucraïnès.
L'octubre de 2024, Austràlia va anunciar que 49 tancs M1A1 retirats recentment serien transferits a Ucraïna quan l'exèrcit australià va començar a rebre els seus nous models M1A2.
Per fonts d'Oryx van calcular que durant el conflicte, el bàndol Ucraïnès va perdre en total 22, dels quals 10 són destruïts, 10 abandonats i 1 capturat.

## Carros de combat similars
- AMX-56 Leclerc
- C1 Ariete
- Challenger 1
- Challenger 2
- Leopard 2
- Merkava
- T-90
- Tipus 99